# Istros
Istros (även Histria) var under antiken en grekisk koloni vid Donaus mynning ut i Svarta havet. Den grundades någon gång på 600-talet f.Kr. av nybyggare från Miletos som ville handla med geterna som bebodde området.